# Ђирате (Фрозиноне)
Ђирате је насеље у Италији у округу Фрозиноне, региону Лацио.
Према процени из 2011. у насељу је живело 508 становника. Насеље се налази на надморској висини од 258 м.